# Canton de Quissac

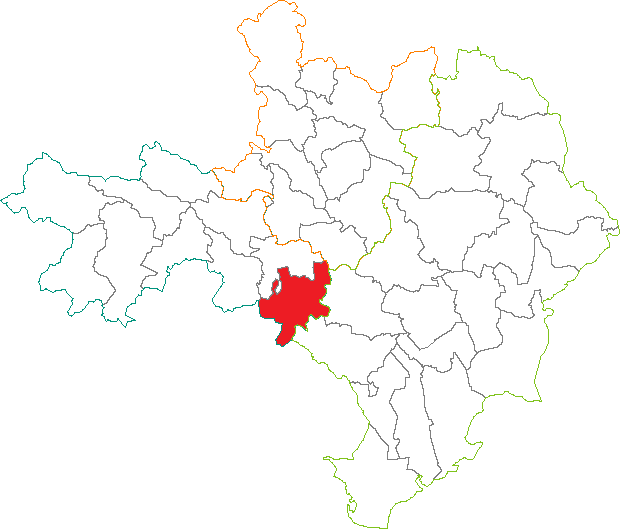
Le canton avant 2015

Le canton de Quissac est une circonscription électorale française du département du Gard, dans les arrondissements d'Alès, de Nîmes et du Vigan.

## Histoire
- Le canton de Quissac a été créé en 1790[1].

- De 1833 à 1848, les cantons de Quissac et de Sauve avaient le même conseiller général. Le nombre de conseillers généraux était limité à 30 par département[5].

- Un nouveau découpage territorial du Gard entre en vigueur à l'occasion des élections départementales de mars 2015, défini par le décret du 24 février 2014[4], en application des lois du 17 mai 2013 (loi organique 2013-402 et loi 2013-403)[6]. Les conseillers départementaux sont, à compter de ces élections, élus au scrutin majoritaire binominal mixte. Les électeurs de chaque canton élisent au Conseil départemental, nouvelle appellation du Conseil général, deux membres de sexe différent, qui se présentent en binôme de candidats. Les conseillers départementaux sont élus pour 6 ans au scrutin binominal majoritaire à deux tours, l'accès au second tour nécessitant 12,5 % des inscrits au 1er tour. En outre la totalité des conseillers départementaux est renouvelée. Ce nouveau mode de scrutin nécessite un redécoupage des cantons dont le nombre est divisé par deux avec arrondi à l'unité impaire supérieure si ce nombre n'est pas entier impair, assorti de conditions de seuils minimaux[7]. Dans le Gard, le nombre de cantons passe ainsi de 46 à 23. Le nombre de communes du canton de Quissac passe de 11 à 44.

- Le nouveau canton de Quissac est formé de communes des anciens cantons de Lédignan (12 communes), de Quissac (11 communes), de Vézénobres (3 communes), de Sauve (9 communes), de Lasalle (3 communes), de Saint-Hippolyte-du-Fort (1 commune), de Anduze (2 communes), de Saint-Mamert-du-Gard (2 communes) de Saint-Chaptes (1 commune). Avec ce redécoupage administratif, le territoire du canton s'affranchit des limites d'arrondissements, avec 17 communes incluses dans l'arrondissement d'Alès, 3 dans l'arrondissement de Nîmes et 24 dans l'arrondissement du Vigan. Le bureau centralisateur est situé à Quissac.

## Représentation

### Juges de paix
- 1816-1841 : Joseph Lacombe[8]
- 1841-1859 : Auguste Devillas-Plantad[9]
- 1859 : ? Teulon[10]
- 1859-1868 : Jacques Lafont[11]
- 1868-1870 : Jean Mathieu[12]
- 1870-1873 : ? Guérin[13]
- 1873-1879 : Jean Mathieu[12]
- 1879-1890 : ? Guérin[13]
- 1890-1902 : ??
- 1902-1906 : Camille Soustelle[14]
- 1906-1910 : Émile Ladam[15]
- 1911-1913 : Louis Bourbon[16]
- 1914-1920 : Paul Boel[17]

### Conseillers d'arrondissement
| Période                                  | Période | Identité           | Étiquette          | Qualité                                                                 |
| ---------------------------------------- | ------- | ------------------ | ------------------ | ----------------------------------------------------------------------- |
| 1833                                     | 1836    | Jean Bruguière     |                    | Propriétaire, juge de paix, maire de Corconne                           |
| 1836                                     | 1848    | Eugène Jac         | Républicain        | Propriétaire, maire de Quissac                                          |
| 1848                                     | 1858    | Auguste Franc      |                    | Notaire                                                                 |
|                                          |         |                    |                    |                                                                         |
| 1864                                     | 1870    | Jean Mathieu       |                    | Juge de paix à Quissac                                                  |
| 1870                                     | 1883    | Jules Conduzorgues | Républicain        | Propriétaire à Quissac                                                  |
| 1883                                     | 1895    | Achille Pallier    |                    | Propriétaire à Orthoux, maire de Gallargues                             |
| 1895                                     | 1904    | Paulin Bourguet    | Radical-socialiste | Industriel et négociant à Nîmes                                         |
| 1904                                     | 1910    | Gustave Nouis      | Radical-socialiste | Propriétaire à Vic-le-Fesq                                              |
| 1910                                     | 1928    | Émile Coste        | PRS                | Propriétaire à Corconne                                                 |
| 1928                                     | 1934    | Eugène Levat       | SFIO               | Boulanger                                                               |
| 1934                                     | 1937    | Jean Blavet        | SFIO               | Avocat à la Cour, propriétaire Boulevard Saint-Michel à Paris, écrivain |
| 1937                                     | 1940    | René Marion        | SFIO               | Maire de Quissac (1937-1941)                                            |
| Les données manquantes sont à compléter. |         |                    |                    |                                                                         |

### Conseillers généraux
| Période | Période      | Identité                                        | Étiquette    | Qualité |
| ------- | ------------ | ----------------------------------------------- | ------------ | --- |
| 1833    | 1842         | Casimir Coste (1799-1870)                       |              | Propriétaire à Cannes-et-Clairan, avocat à Nîmes                                                                |
| 1842    | 1844 (décès) | Louis Frédéric Boileau de Castelnau (1770-1844) |              | Ancien chef de bataillon d'artillerie Propriétaire du château du Patron Maire de Brouzet                        |
| 1844    | 1848         | Antoine Ernest Rodier de Labruguière            |              | Propriétaire à Anduze                                                                                           |
| 1848    | 1858 (décès) | Eugène Jac (1783-1858)                          | Républicain  | Propriétaire et Maire de Quissac (1808-1831, 1842-1848 et 1852-1858), conseiller d'arrondissement               |
| 1858    | 1867         | Adolphe Chapelle                                |              | Propriétaire, maire de Liouc                                                                                    |
| 1867    | 1871         | Édouard André                                   | Centre droit | Banquier à Paris Député (1864-1870)                                                                             |
| 1871    | 1883 (décès) | Alfred Jac (fils d'E.Jac)                       | Républicain  | Propriétaire et Maire de Quissac                                                                                |
| 1883    | 1883         | Albin Ducamp (1831-1906)                        | Républicain  | Ancien lieutenant de vaisseau Propriétaire à Quissac                                                            |
| 1883    | 1889         | Jean Auzilhon                                   | Républicain  | Docteur en médecine, maire de Quissac                                                                           |
| 1889    | 1902 (décès) | Charles Mourier,                                | Rad.         | Maître des requêtes au Conseil d'État Directeur de l'Assistance publique                                        |
| 1902    | 1904 (décès) | Jules Bosc                                      | Rad.         | Industriel Conseiller municipal de Nîmes                                                                        |
| 1904    | 1919         | Jean Conduzorgues                               | Rad.         | Propriétaire à Quissac                                                                                          |
| 1919    | 1937         | Jean-Jacques Bosc                               | Rad.         | Industriel à Nîmes                                                                                              |
| 1937    | 1940         | Jean Blavet                                     | SFIO         | Avocat à la Cour d'Appel de Paris, écrivain, conseiller d'arrondissement Nommé conseiller départemental en 1942 |
|         |              |                                                 |              | |
| 1945    | 1958         | René Marion                                     | SFIO         | Maire de Quissac (1944-1953), ancien conseiller d'arrondissement                                                |
| 1958    | 1988         | Désiré Rousset                                  | SFIO puis PS | Enseignant, secrétaire de la SFIO du Gard Maire de Quissac (1977-1983) Suppléant du député Paul Béchard         |
| 1988    | 2006 (décès) | Christophe Bouchet (1958-2006)                  | DVG puis PRG | Maire de Carnas (1983-1995) Vice-président du Conseil général (2004-2006) Président du Groupe des Démocrates    |
| 2006    | 2015         | Lionel Jean                                     | DVG          | Viticulteur Maire de Corconne depuis 1998                                                                       |

### Conseillers départementaux
| Période élective | Période élective | Mandat | Mandat   | Identité                   | Nuance | Nuance | Qualité |
| ---------------- | ---------------- | ------ | -------- | -------------------------- | ------ | ------ | --- |
| 2015             | 2021             | 2015   | 2021     | Olivier Gaillard           |        | DVG    | Ingénieur territorial Maire de Sauve (depuis 2020) Député LREM puis NI (2017-2021) |
| 2015             | 2021             | 2015   | 2021     | Françoise Laurent-Perrigot |        | PS     | Retraitée de la fonction publique Conseillère municipale d'Aigremont Ancienne conseillère générale du Canton de Lédignan (1981-2015) Vice-présidente du Conseil départemental depuis 2015, déléguée au haut débit Présidente du Conseil départemental depuis novembre 2020 |
| 2021             | 2028             | 2021   | en cours | Olivier Gaillard           |        | DVG    | Conseiller sortant, Vice-Président du conseil départemental chargé de l'aménagement du territoire |
| 2021             | 2028             | 2021   | en cours | Françoise Laurent-Perrigot |        | PS     | Conseillère sortante, Présidente du conseil départemental |

### Résultats détaillés

#### Élections de mars 2015
À l'issue du 1er tour des élections départementales de 2015, deux binômes sont en ballottage : Olivier Gaillard et Françoise Laurent-Perrigot (PS, 34,28 %) et Olivier Rolland et Sylvie Vignon (FN, 31,71 %). Le taux de participation est de 59,55 % (11 229 votants sur 18 856 inscrits) contre 53,96 % au niveau départemental et 50,17 % au niveau national.
Au second tour, Olivier Gaillard et Françoise Laurent-Perrigot (PS) sont élus avec 60,42 % des suffrages exprimés et un taux de participation de 61,18 % (6 338 voix pour 11 535 votants et 18 853 inscrits).
Olivier Gaillard a été député LREM puis non inscrit de juin 2017 à juin 2022.

#### Élections de juin 2021
Le premier tour des élections départementales de 2021 est marqué par un très faible taux de participation (33,26 % au niveau national). Dans le canton de Quissac, ce taux de participation est de 39,09 % (8 029 votants sur 20 541 inscrits) contre 33,46 % au niveau départemental. À l'issue de ce premier tour, deux binômes sont en ballottage : Olivier Gaillard et Françoise Laurent-Perrigot (DVG, 51,09 %) et Isabelle Gouleret et Maxime Jegat (RN, 29,64 %).
Le second tour des élections est marqué une nouvelle fois par une abstention massive équivalente au premier tour. Les taux de participation sont de 34,36 % au niveau national, 34,93 % dans le département et 39,71 % dans le canton de Quissac. Olivier Gaillard et Françoise Laurent-Perrigot (DVG) sont élus avec 68,15 % des suffrages exprimés (5 166 voix pour 8 159 votants et 20 548 inscrits),,.

## Composition

### Composition avant 2015

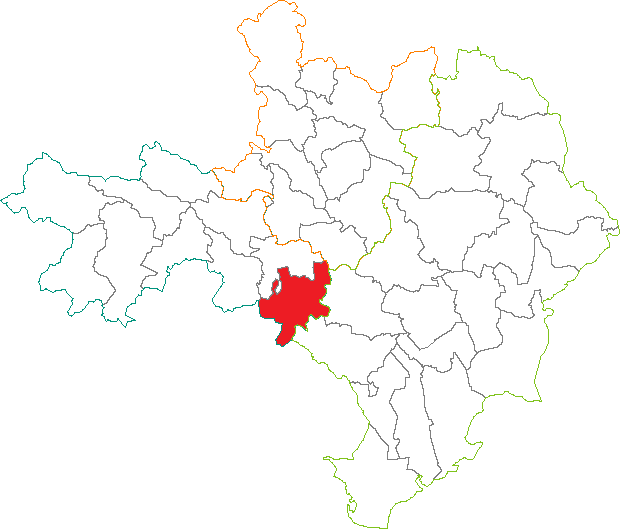
Situation du canton de Quissac dans le département du Gard avant 2015.

Le canton regroupait douze communes.
| Nom                      | Code Insee | Codepostal | Superficie (km2) | Population (dernière pop. légale) | Densité (hab./km2) |
| ------------------------ | ---------- | ---------- | ---------------- | --------------------------------- | ------------------ |
| Quissac (chef-lieu)      | 30210      | 30260      | 23,32            | 2 988 (2012)                      | 128                |
| Bragassargues            | 30050      | 30260      | 7,49             | 143 (2012)                        | 19                 |
| Brouzet-lès-Quissac      | 30054      | 30260      | 15,94            | 245 (2012)                        | 15                 |
| Cannes-et-Clairan        | 30066      | 30260      | 12,13            | 553 (2012)                        | 46                 |
| Carnas                   | 30069      | 30260      | 15,49            | 441 (2012)                        | 28                 |
| Corconne                 | 30095      | 30260      | 12,98            | 547 (2012)                        | 42                 |
| Gailhan                  | 30121      | 30260      | 5,53             | 214 (2012)                        | 39                 |
| Liouc                    | 30148      | 30260      | 9,64             | 256 (2012)                        | 27                 |
| Orthoux-Sérignac-Quilhan | 30192      | 30260      | 13,98            | 404 (2012)                        | 29                 |
| Saint-Théodorit          | 30300      | 30260      | 8,75             | 490 (2012)                        | 56                 |
| Sardan                   | 30309      | 30260      | 6,24             | 280 (2012)                        | 45                 |
| Vic-le-Fesq              | 30349      | 30260      | 9,63             | 426 (2012)                        | 44                 |

### Composition à partir de 2015
Le nouveau canton de Quissac comprend quarante-quatre communes entières.
| Nom                                 | Code Insee | Intercommunalité      | Superficie (km2) | Population (dernière pop. légale) | Densité (hab./km2) | Modifier                                    |
| ----------------------------------- | ---------- | --------------------- | ---------------- | --------------------------------- | ------------------ | ------------------------------------------- |
| Quissac (bureau centralisateur)     | 30210      | CC du Piémont Cévenol | 23,32            | 3 449 (2022)                      | 148                | modifier les données · modifier les données |
| Aigremont                           | 30002      | CC du Piémont Cévenol | 12,55            | 777 (2022)                        | 62                 | modifier les données · modifier les données |
| Boucoiran-et-Nozières               | 30046      | CA Alès Agglomération | 14,52            | 995 (2022)                        | 69                 | modifier les données · modifier les données |
| Bragassargues                       | 30050      | CC du Piémont Cévenol | 7,49             | 168 (2022)                        | 22                 | modifier les données · modifier les données |
| Brignon                             | 30053      | CA Alès Agglomération | 6,67             | 713 (2022)                        | 107                | modifier les données · modifier les données |
| Brouzet-lès-Quissac                 | 30054      | CC du Piémont Cévenol | 15,94            | 299 (2022)                        | 19                 | modifier les données · modifier les données |
| Canaules-et-Argentières             | 30065      | CC du Piémont Cévenol | 10,06            | 477 (2022)                        | 47                 | modifier les données · modifier les données |
| Cardet                              | 30068      | CC du Piémont Cévenol | 8,29             | 922 (2022)                        | 111                | modifier les données · modifier les données |
| Carnas                              | 30069      | CC du Piémont Cévenol | 15,49            | 540 (2022)                        | 35                 | modifier les données · modifier les données |
| Cassagnoles                         | 30071      | CC du Piémont Cévenol | 5,19             | 448 (2022)                        | 86                 | modifier les données · modifier les données |
| Colognac                            | 30087      | CC du Piémont Cévenol | 12,30            | 202 (2022)                        | 16                 | modifier les données · modifier les données |
| Corconne                            | 30095      | CC du Piémont Cévenol | 12,98            | 620 (2022)                        | 48                 | modifier les données · modifier les données |
| Cros                                | 30099      | CC du Piémont Cévenol | 16,94            | 256 (2022)                        | 15                 | modifier les données · modifier les données |
| Cruviers-Lascours                   | 30100      | CA Alès Agglomération | 5,51             | 703 (2022)                        | 128                | modifier les données · modifier les données |
| Domessargues                        | 30104      | CA Nîmes Métropole    | 7,32             | 750 (2022)                        | 102                | modifier les données · modifier les données |
| Durfort-et-Saint-Martin-de-Sossenac | 30106      | CC du Piémont Cévenol | 16,28            | 757 (2022)                        | 46                 | modifier les données · modifier les données |
| Fressac                             | 30119      | CC du Piémont Cévenol | 5,89             | 161 (2022)                        | 27                 | modifier les données · modifier les données |
| Gailhan                             | 30121      | CC du Piémont Cévenol | 5,53             | 296 (2022)                        | 54                 | modifier les données · modifier les données |
| Lédignan                            | 30146      | CC du Piémont Cévenol | 6,93             | 1 520 (2022)                      | 219                | modifier les données · modifier les données |
| Lézan                               | 30147      | CA Alès Agglomération | 9,54             | 1 580 (2022)                      | 166                | modifier les données · modifier les données |
| Liouc                               | 30148      | CC du Piémont Cévenol | 9,64             | 330 (2022)                        | 34                 | modifier les données · modifier les données |
| Logrian-Florian                     | 30150      | CC du Piémont Cévenol | 8,58             | 263 (2022)                        | 31                 | modifier les données · modifier les données |
| Maruéjols-lès-Gardon                | 30160      | CC du Piémont Cévenol | 3,82             | 275 (2022)                        | 72                 | modifier les données · modifier les données |
| Massanes                            | 30161      | CA Alès Agglomération | 1,64             | 195 (2022)                        | 119                | modifier les données · modifier les données |
| Massillargues-Attuech               | 30162      | CA Alès Agglomération | 6,27             | 669 (2022)                        | 107                | modifier les données · modifier les données |
| Mauressargues                       | 30163      | CA Nîmes Métropole    | 5,85             | 177 (2022)                        | 30                 | modifier les données · modifier les données |
| Monoblet                            | 30172      | CC du Piémont Cévenol | 21,33            | 780 (2022)                        | 37                 | modifier les données · modifier les données |
| Montagnac                           | 30354      | CA Nîmes Métropole    | 8,68             | 233 (2022)                        | 27                 | modifier les données · modifier les données |
| Moulézan                            | 30183      | CA Nîmes Métropole    | 11,39            | 640 (2022)                        | 56                 | modifier les données · modifier les données |
| Moussac                             | 30184      | CC Pays d'Uzès        | 7,40             | 1 564 (2022)                      | 211                | modifier les données · modifier les données |
| Ners                                | 30188      | CA Alès Agglomération | 4,96             | 791 (2022)                        | 159                | modifier les données · modifier les données |
| Orthoux-Sérignac-Quilhan            | 30192      | CC du Piémont Cévenol | 13,98            | 439 (2022)                        | 31                 | modifier les données · modifier les données |
| Puechredon                          | 30208      | CC du Piémont Cévenol | 8,08             | 48 (2022)                         | 5,9                | modifier les données · modifier les données |
| Saint-Bénézet                       | 30234      | CC du Piémont Cévenol | 6,30             | 291 (2022)                        | 46                 | modifier les données · modifier les données |
| Saint-Félix-de-Pallières            | 30252      | CC du Piémont Cévenol | 18,87            | 201 (2022)                        | 11                 | modifier les données · modifier les données |
| Saint-Jean-de-Crieulon              | 30265      | CC du Piémont Cévenol | 5,57             | 254 (2022)                        | 46                 | modifier les données · modifier les données |
| Saint-Jean-de-Serres                | 30267      | CA Alès Agglomération | 8,26             | 536 (2022)                        | 65                 | modifier les données · modifier les données |
| Saint-Nazaire-des-Gardies           | 30289      | CC du Piémont Cévenol | 11,29            | 81 (2022)                         | 7,2                | modifier les données · modifier les données |
| Saint-Théodorit                     | 30300      | CC du Piémont Cévenol | 8,75             | 550 (2022)                        | 63                 | modifier les données · modifier les données |
| Sardan                              | 30309      | CC du Piémont Cévenol | 6,24             | 352 (2022)                        | 56                 | modifier les données · modifier les données |
| Sauve                               | 30311      | CC du Piémont Cévenol | 31,56            | 1 956 (2022)                      | 62                 | modifier les données · modifier les données |
| Savignargues                        | 30314      | CC du Piémont Cévenol | 2,77             | 238 (2022)                        | 86                 | modifier les données · modifier les données |
| Tornac                              | 30330      | CA Alès Agglomération | 19,68            | 944 (2022)                        | 48                 | modifier les données · modifier les données |
| Vic-le-Fesq                         | 30349      | CC du Piémont Cévenol | 9,63             | 582 (2022)                        | 60                 | modifier les données · modifier les données |
| Canton de Quissac                   | 3015       |                       | 459,28           | 28 022 (2022)                     | 61                 | modifier les données                        |

## Démographie

### Démographie avant 2015
| 1962  | 1968  | 1975  | 1982  | 1990  | 1999  | 2006  | 2011  | 2012  |
| ----- | ----- | ----- | ----- | ----- | ----- | ----- | ----- | ----- |
| 3 546 | 3 438 | 3 586 | 3 746 | 4 297 | 5 005 | 5 880 | 6 743 | 6 987 |

### Démographie depuis 2015
En 2022, le canton comptait 28 022 habitants, en évolution de +5,7 % par rapport à 2016 (Gard : +2,97 %, France hors Mayotte : +2,11 %).
| 2013   | 2018   | 2022   |
| ------ | ------ | ------ |
| 25 971 | 27 014 | 28 022 |

## Patrimoine

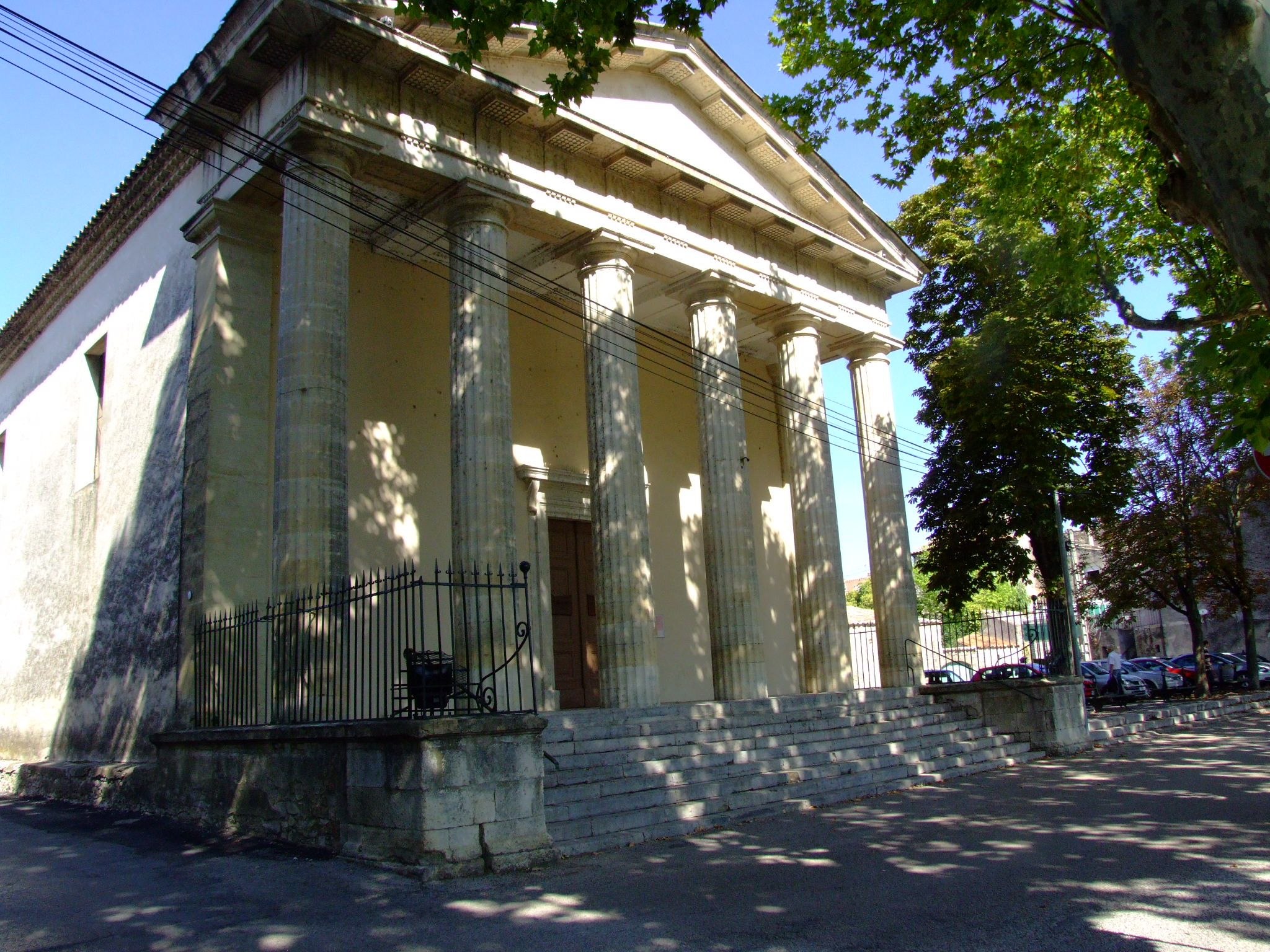
Le temple de Quissac
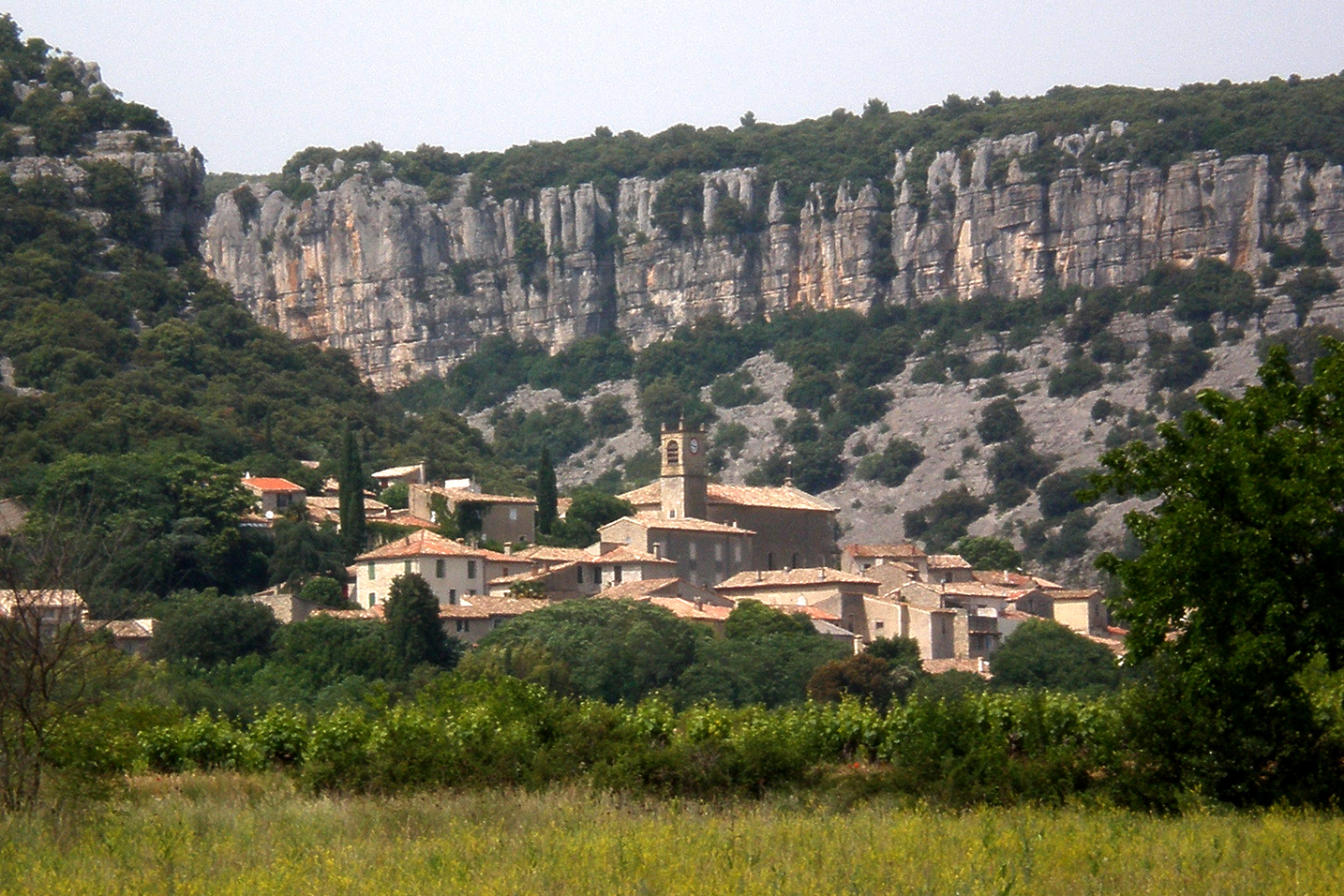
Corconne